# Vianden (kanton)
Vianden er en kanton i distriktet Diekirch i Luxembourg. Kantonen ligger i de nordvestlige dele af landet og har et areal på 54,08 km² og er Luxembourgs mindste kanton. I 2005 havde kantonen 3.962 indbyggere og det administrative center ligger i byen Vianden.

## Kommuner
Kantonen Vianden består af tre kommuner. I tabellen opgives antal indbyggere pr. 1. januar 2005.
| #  | Kommuner  | Indbyggere |
| -- | --------- | ---------- |
| 1. | Tandel    | 1.577      |
| 2. | Vianden   | 1.561      |
| 3. | Putscheid | 824        |

49°56′N 6°10′Ø / 49.93°N 6.17°Ø